# Ponte Alta do Bom Jesus
Pour les articles homonymes, voir Ponte Alta (homonymie).
Ponte Alta do Bom Jesus est une municipalité brésilienne située dans l'État du Tocantins.